# ハレンベルク

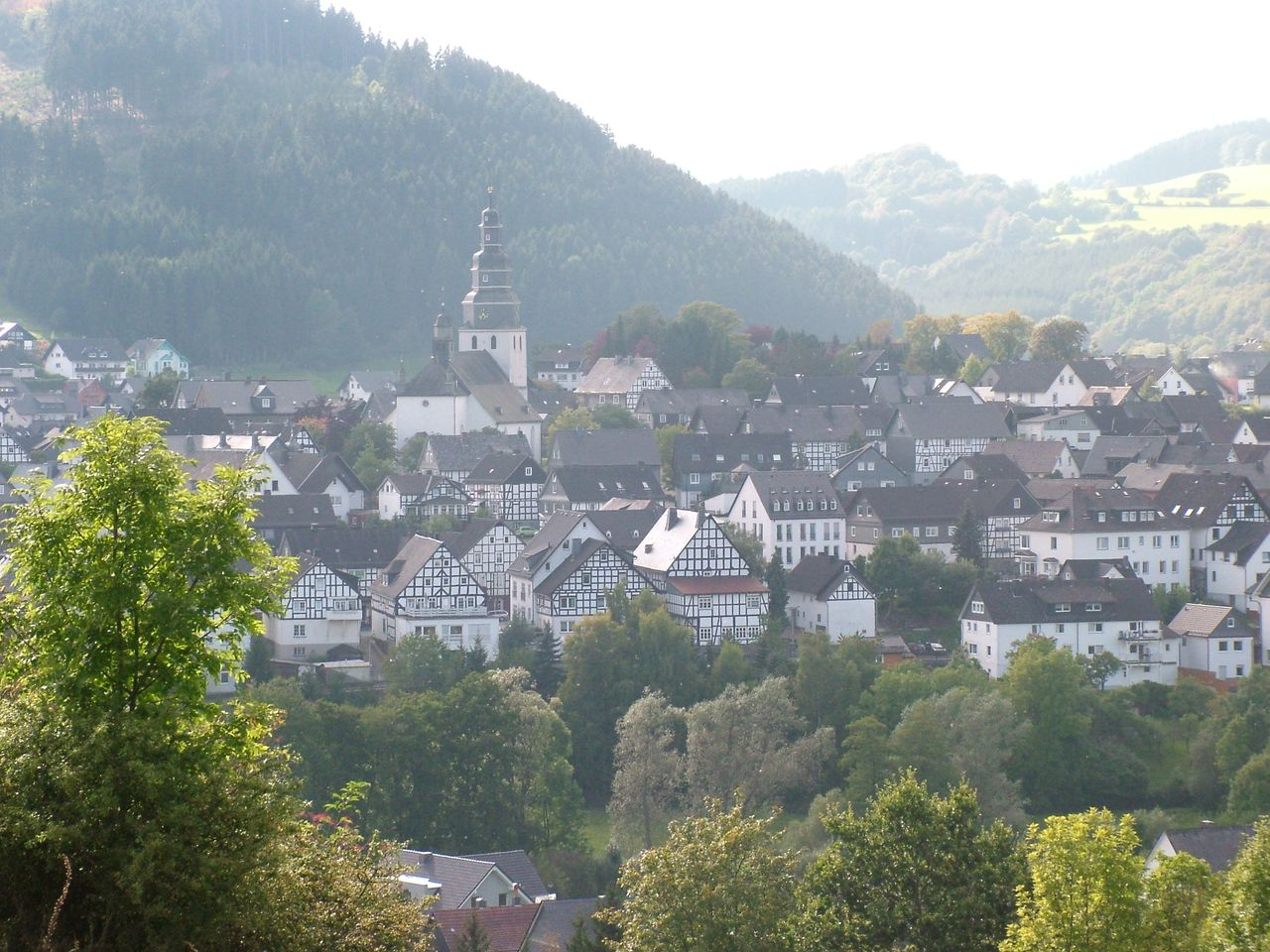
ハレンベルク中心部

ハレンベルク (ドイツ語: Hallenberg, ドイツ語発音: [ˈhalənbɛrk])はドイツ連邦共和国ノルトライン＝ヴェストファーレン州アルンスベルク行政管区のホーホザウアーラント郡に属す市である。本市はロタール山地に位置する小さな市で、人口はヴェストファーレンでは最少、ノルトライン＝ヴェストファーレン州全体でもハイムバッハ (アイフェル) に次いで2番目に少ない。ハレンベルクはケルン大司教コンラート・フォン・ホーホシュターデンによって国境の護りとして創設され、20世紀になってかなり経つまで農民都市であった。20世紀末以降、工業系企業の進出や観光の振興によって変化が起こった。

## 地理

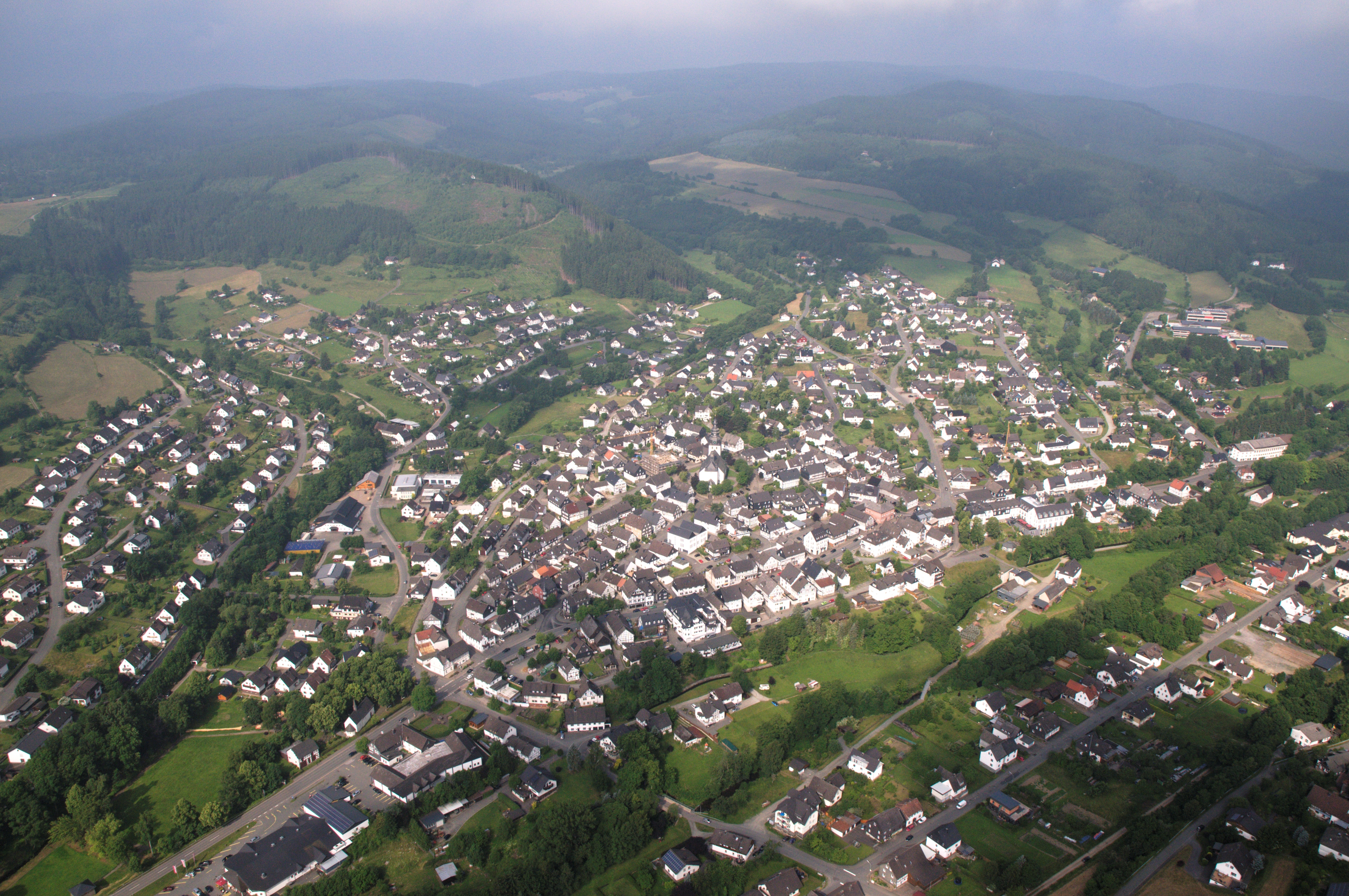
東から見たハレンベルク中心部周辺

### 位置と自然状況
ハレンベルクはホーホザウアーラント郡の南端に位置している。ロタール山地の東の張り出し部に位置し、市の南東はヘッセン州との州境に面している。ヌーネ川が市内を流れており、ヴァイフェ川がこれに流れ込む。
市域の多くの部分は、東ザウアーラント山地辺縁部のメーデバッハ盆地に位置している。この盆地はハレンベルク付近では、ハレンベルク盆地と呼ばれる。この盆地は市内で自然地域上のハレンベルク丘陵地とミュンダー・グルントに細分される。さらに北部と西部はホーエ・ザイト、ツィーゲンヘレ、ヴィルデ・シュトルトからなる。
ハレンベルクの東にはブライテ・シュトルトが広がっている。ヘレンベルク近郊の山には、ボラーベルク (757.3 m)　やハイデコプフ (703.8 m) がある。

### 地質学
ハレンベルクは地質学上、東ザウアーラント主要鞍部の南部に位置している。市域の西部は主にデボン紀後期の、東部は石炭紀初期の造山活動で形成された。これは、2 km 西、ヴンデルトハウゼン方面に位置する採石場で観察できる。これとは別の、より古い粘板岩採石場はハレンベルク北側の野外ステージ付近にある。これは上部に黒いキーゼルシーファー（放散虫岩）を含有している。

### 市域の広がりと土地利用
市域の東西幅は 15 km、南北幅は 8.6 km である。市の総面積 6,535 ha のうち、2011年現在、10.4 % が住宅・交通用地である。農業用地は 39.3 %、森林は 49.4 % を占める。

### 隣接する市町村
ノルトライン＝ヴェストファーレン州の隣接する市町村は、北西がヴィンターベルク、北東がメーデバッハ（ともにホーホザウアーラント郡）、南西がバート・ベルレブルク（ジーゲン＝ヴィトゲンシュタイン郡）である。
ハレンベルクは、南と南東をヘッセン州に接しており、南はブロムスキルヒェン、南東はフランケンベルクおよびリヒテンフェルスに面している（いずれもヴァルデック＝フランケンベルク郡）。

### 市の構成
ハレンベルク市は、中核市区 (34.72 km2) の他に、ブラウンスハウゼン (9.09 km2)、リーゼン (7.38 km2)、ヘスボルン (14.18 km2) 地区からなる。

## 歴史

### 中世
後に廃村となるヌーネ川沿いのメルクリングハウゼンが、ハレンベルクの前身であるとされている。ここはザクセン人とフランク人との境界地区にあたっていた。マインツ大司教とケルン大司教の勢力範囲の境界もすぐ近くであった。現在もノルトライン＝ヴェストファーレン州とヘッセン州との境界になっている。キリスト教化は、ヴォルムバッハの初期教区によってなされた。中世初期、メーデバッハとハレンベルクの周辺地域はイッターガウに属していた。
ハレンベルク市の創設にとってその防衛陣地が重要な役割を果たした。この時代に建設されたケルン大司教領の他の都市（アッテンドルン、シュマレンベルク、メーデバッハ、ヴィンターベルク）と同様に、ハレンベルクはハイデン街道の防衛と、メーデバッハ周辺の大司教領をアルンスベルク伯、ヘッセン伯、ヴィトゲンシュタイン伯、ヴァルデック伯から護る機能を果たしていた。この街は山の起伏の上に建設されており、ハイデコプフからヌーネ川とヴァイフェ川との合流点に長く伸びた斜面に位置している。
ドイッツ修道院は、ハレンベルクの近くに、かなり大きなメルクリングハウゼン主農場を領有していた。ケルン大司教コンラート・フォン・ホーホシュターデンが、そこに都市を建設する目的でこの所領を獲得した。修道院は引き替えにドイッツの農場を獲得した。早くも1231年頃には、ここに城砦が建設された。ヌーネ川沿いに点在していた集落が高台に移転させられ、集落の防衛施設がケルン選帝侯領のヴェストファーレン方面の将軍アルノルト・フォン・ホーホシュターデンによって1248年に建設された。建設年を1260年とする説もある。1271年に市の印章が授けられた。

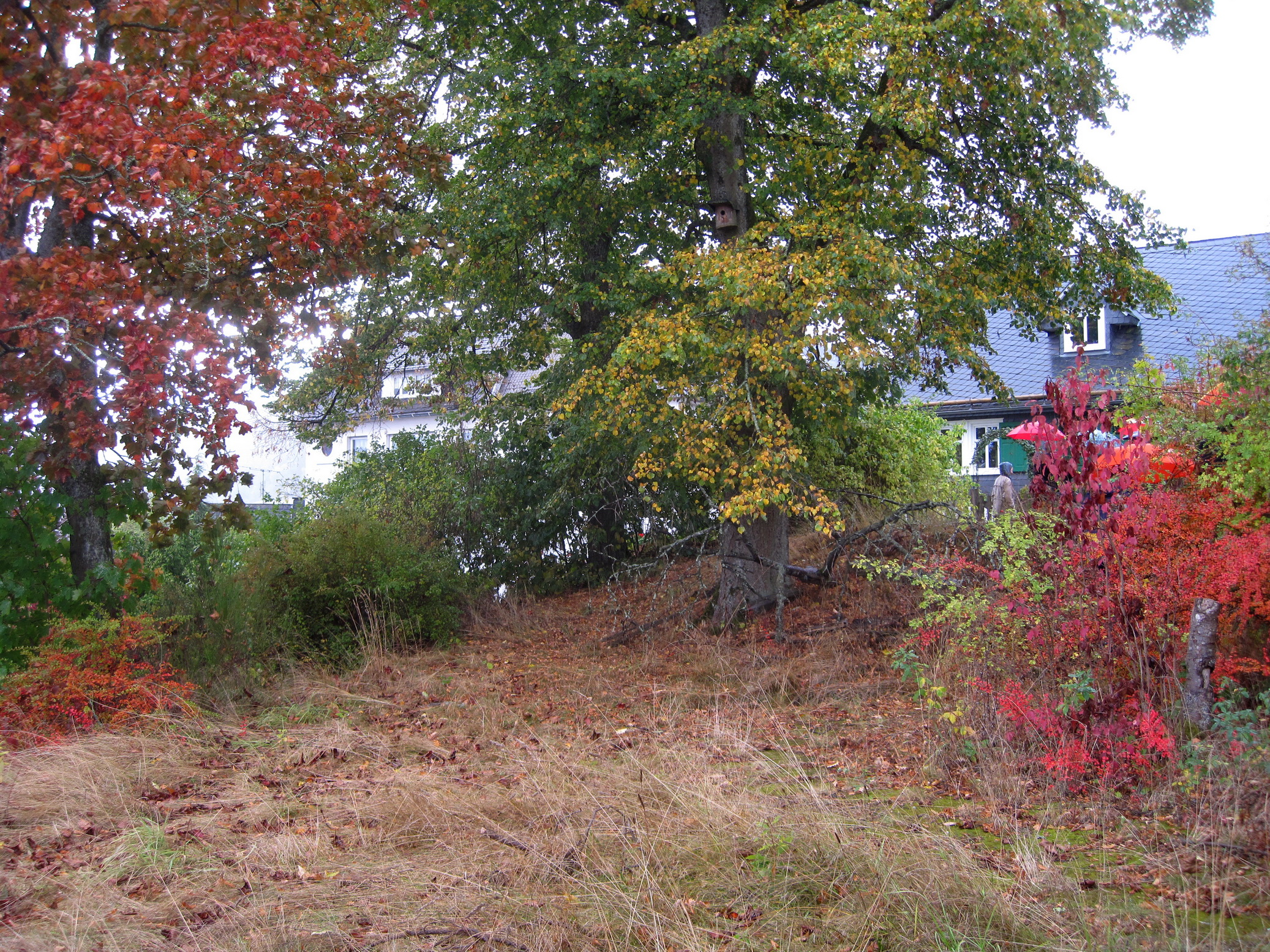
「ブルクプラッツ」と呼ばれる城砦跡広場

1259年にヴァイガント・フォン・メーデバッハという名前の城代 (ドイツ語:  Burgmann) がいた。以後数世紀の間に様々な地域の貴族家からの城代がいたことが証明されている。その城代レーエンは、しだいに世襲領に変化してゆき、大司教は全体の領邦君主であるに過ぎなくなった。この街と城は、1288年にリムブルク継承戦争でのヴォリンゲンの戦いに巻き込まれ、ヴァルデック伯オットー1世によって破壊され、1300年にケルン大司教配下のヴェストファーレン元帥ヨハン1世・フォン・プレッテンベルクによって教区教会や都市城砦とともに復興された。この頃初めて市長 (proconsules et consules) が選ばれた。ケルン大司教はハレンベルク近郊に2つの水車を有していた。少なくともこのうちの1つは、遅くとも1562年までに市の所有となった。創設期にこの街に貨幣鋳造所が設けられた。貨幣はパーダーボルンのものをモデルに模倣された。
1400年に街は火災によって焼失した。国境の要塞としての機能を除けば、この街の重要性は低いままであった。1482年の住民の数はわずか61人であった。それでもこの街は、周辺の集落から住民を引き寄せる程度には魅力的であった。住民が去った集落は廃村となった（シュネリングハウゼン、フレーデリングハウゼン、グンターディングハウゼン、メルクリングハウゼン、ベックハウゼン）。この移民の時代に街には「クヴァルターレ」とも呼ばれる4つの農業コミュニティが形成された。これらは、ブルク、ラフューン、オイドイト、アイゼルンフートと呼ばれた。元の集落が有していた権利はハレンベルクが引き継いだ。
1338年、住民に外国の裁判に出頭しなくても良い権利が与えられた。同時に、詳細は不明だが、古い権利についても確認された。都市法はブリーロンやリューテンに倣ったものであった。クラフト6世フォン・ハッツフェルトが1396年にフロインデトロスト城の所有者となりケルン大司教からハレンベルクの城代に任命された。遅くとも1400年頃には、ヘレンベルクはヴェストファーレン公領アムト・メーデバッハの一部となった。

### 近世
近世には、メーデバッハ首席司祭の教会裁判所の他に、市と領主の裁判所が設けられていた。
1480年、1540年から1542年にこの街ではペストが繰り返し流行した。1519年に街は再び火災によって破壊された。街にはプロテスタント思想が公然と広がり、時にはかなりの信奉者を得た。ケルン戦争では、市はカトリックから転向したゲプハルト1世フォン・ヴァルトブルクの陣営についた。
1537年、ケルン大司教とヘッセン方伯との間で領邦境界が確定された。ブロムスキルヒェンとゾムプラーは、最終的にヴェストファーレン公領から失われた。1596年にヴィトゲンシュタイン伯との境界の和議が合意された。ヴァルデックやヘッセンから国境を護るためにさらに多くの国境防塞が設けられた。18世紀になるまで隣接する集落、貴族、チュッシェン自由伯領の所有者との争いがあった。

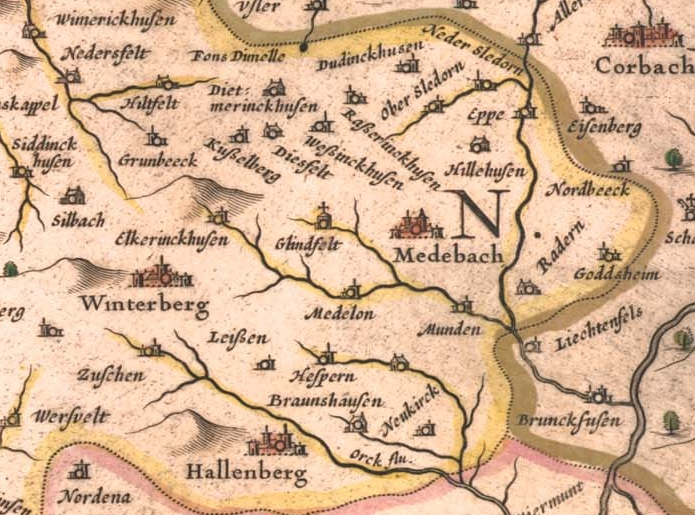
1645年のハレンベルク周辺地図

この街は、1621年に三十年戦争に巻き込まれた。フランケンベルク近郊に陣取ったクリスティアン・フォン・ブラウンシュヴァイクの脅威を逃れるために隣接するヴィンターベルクから50人の射撃手を徴発した。1632年にこの街はヘッセン軍の略奪に遭い、住民は再び街から逃げ出した。1633年と1646年にも住民の逃亡があった。1634年にニーダートーア（下の門）が破壊され、これによって街は無防備になった。1638年までに住民のほぼ半分が流出した。1643年からスウェーデン軍による災厄に曝され、1649年には放火の脅迫が頂点に達した。春になってスウェーデン軍とヘッセン軍が撤退し、最後の軍税の支払いが終わった後、やっと平和の兆しがもたらされた。
七年戦争では、1760年頃に債務履行のために多くの資本をかき集めなければならなかった。
経済的重要性が比較的低かったことから、この街の全般的な重要性は低い状態であった。1781年にはわずか195戸があるだけだった。1759年には修道院や貴族の館もなく、6人が全農民、4人が半農民であった。しかし大部分にあたるのは108人の貧しい四分の一農民と30人の日雇い農民であった。

### 魔女裁判
1591年から1717年までの130年近くの間、ケルン選帝侯が支配するヴェストファーレン公領の他の街と同様にハレンベルクでも魔女裁判が行われ、告発がなされた。どれだけの裁判が行われたかは不明である。この街では、選帝侯の裁判所で、26回の裁判が行われ、少なくとも200人が告発された。少なくとも43人が極めて残虐な方法で命を奪われた。魔女狩りのピークは1628年で、110家族約500人の住民のうち、20人が裁判にかけられた。このうちハインリヒ・シュトッフレーゲンは1628年8月4日に処刑された。当時の公開処刑場の場所は、現在もガルゲンビュッシェ（ドイツ語: Galgenbüsche、直訳: 処刑場の茂み）と呼ばれており、州道のゾンプラー方向にあった。2011年9月14日にハレンベルク市議会は、16世紀から17世紀に魔女狩りで現在のハレンベルク市内の魔女狩りで無実の罪を問われて、処刑された人々の名誉回復を議決した。

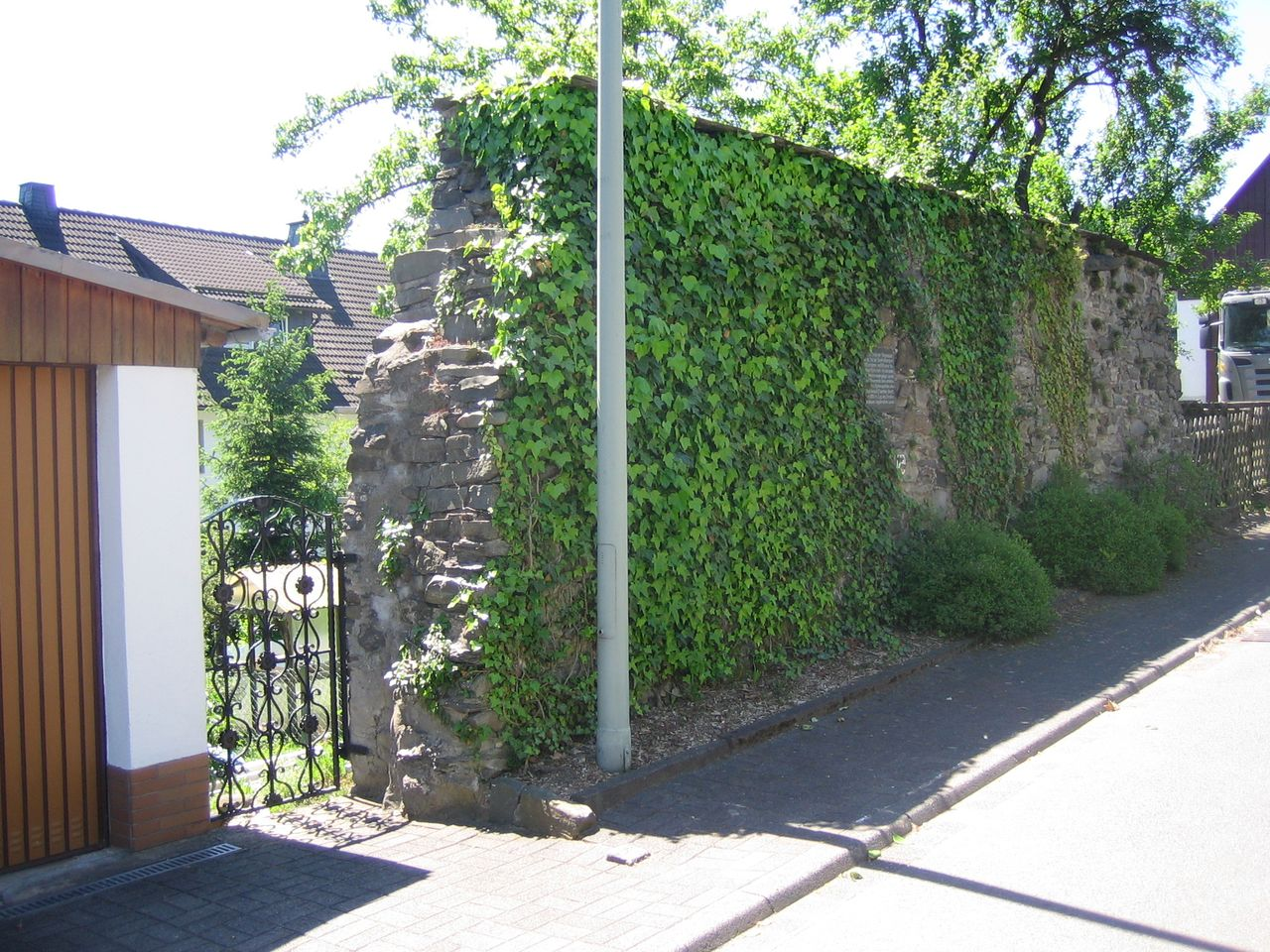
市壁の遺構

### 19世紀から20世紀
1300年頃に建設された市壁は、1811年に取り壊された。1831年の土地台帳には、ブルク、ラフューン、アイゼルンフート、オイドイトの4街区に分割されたことが記されている。教区教会の近くにペトルスの泉、議場、ブルワリーがあり、西端に城砦の敷地があった。この街には2つの門があった。ヴィンターベルクへの道が通る北側のオーバートーア（上の門）とブロムスキルヒェンを経由してマールブルクに至る道が通る南東のニーダートーア（下の門）である。ニーダートーアの南東にはメルクリングハウゼンの教会が見えた。
ハレンベルクは一時的にヘッセンに属した後、1816年にプロイセン王国領となった。ハレンベルクは4つのシュルタイセンベツィルクすなわちハレンベルク、ヘスボルン、リーゼン、チュッシェンと合併してラントビュルガーマイステライ・ハレンベルクとなった。1838年、ハレンベルクに改訂された都市法が適用され、新たにアムト・リーゼンの分離がなされた。1856年に改めてアムト・リーゼンとの合併が行われた。
1848/49年の革命の始まりにあたる地方暴動が頻発していた頃、騒乱の動きを防ぐために住民たちによって監視所が設けられた。
ハレンベルクは、政治的には中央党の牙城の1つであった。1932年7月の国会議員選挙では、この政党が 80.5 % の票を獲得した。これはザウアーラントの中でも最高の得票率であった。他の政治勢力は足がかりを得るのに苦労していた。社会民主主義運動は1932年に初めて興った。この政党は、1933年3月の国会選挙前にもここで集会を行った。

### 第二次世界大戦
第二次世界大戦中は、戦争捕虜や強制労働者が農林業や産業での労働を強いられた。戦争捕虜は、ヘーマーの中央収容所 VI Aの外部司令部の管轄下にあった。139人の外国人労働者の名前が判明している。その多くはソヴィエト連邦出身者であった。戦争末期、アメリカ軍が侵攻する数日前に、ハレンベルクは、産業地域からドイツ人によって連れ出された強制労働者移送の目的地となった。
1945年1月30日にハレンベルクは低空飛行の飛行機による空襲を経験し、これにより2人の民間人が死亡した。2度目の最後となった3月17日の空襲ではさらに1人の民間人が死亡した。1945年初め、ハレンベルクで国民突撃隊が召集された。街の入り口にあたる道路に戦車用バリケードや塹壕が設けられた。3月29日8時頃、国民突撃隊は上級営林官ヨーゼフ・クヴィックの指揮下に置かれた。クヴィックは国民突撃隊を家に帰らせた。9時頃、アメリカ軍の偵察用装甲車がハレンベルクに到着し、乗り物に乗って逃げようとする退却中の国防軍兵士に向けて機関銃による射撃を開始した。クヴィックは流ちょうなドイツ語を話す将校のアメリカ軍偵察装甲車の司令官に街を委託した。NSDAPの市町村グループリーダー代行のアロイス・マウラーは、その間に教会塔に白旗を掲げた。ハレンベルクにいた国防軍兵士は、一部は降伏し、その他は逃亡した。砲兵隊は逃亡する前に砲を爆破した。速やかに武器を放棄しなかった数人の兵士は、追跡してきたアメリカ軍戦車に砲撃された。彼らはその後ハレンベルクの墓地に葬られた。アメリカ軍入城の際、民間人に犠牲者は出なかった。街は大きな損傷を免れた。アメリカ軍は、ハレンベルクで、兵士の探索を行い、男性の住民を登録し、武器、カメラ、双眼鏡を押収した。街の周囲に砲兵中隊が配置され、4月2日午後に撤収するまでチュッシェンとヴィンターターベルクを目標に砲撃を行った。ハレンベルクは引き続きアメリカ軍司令官を迎え入れ、ヨーゼフ・ピッペルが市長に任命された。3月29日、ヘッセンから進軍してきたアメリカ軍が9時頃に戦闘を行わずしてブラウンスハウゼンを占領した。同日午後にはリーゼンとヘスボルンも占領された。リーゼンだけは小規模な戦闘が行われた。第二次世界大戦中に127人のハレンベルク住民が亡くなったが、その多くは東部戦線で兵士または捕虜として亡くなった。
その後、旧戦争捕虜や強制労働者による略奪などの問題が、彼らが移送されるまでの数週間に発生した。その原因としては、報復、飢餓、追従からなる「解放複合要因」と報告されている。

### 戦後
仕事のために一時的にハレンベルクに滞在し、後にルール地方に住んだアルベルト・ケルナーは、国家社会主義者によって確信的社会民主主義者として数か月間拘留された。彼は解放後ハレンベルクに戻った。国家社会主義から解放された後アルベルト・ケルナーは1945年に連合軍によって暫定的な委託のアムト長に指名され、その後1946年に市長に選出された。彼は、いくつかの自治体行政の発展に同意しなかったため、早くも1946年10月に引退した。
1946年ハレンベルクの北に位置する閉鎖された採石場跡地にハレンベルク野外ステージが建設された。古い行政組織は1975年まで存続した。2013年1月25日、保護文化財に指定されていたハレンベルク市庁舎が炎に包まれた。甚大な損傷を被ったこの建物を解体し、新たな庁舎を建設しなければならなくなった。このため都市行政組織はおもに市立ホールに入居した。2013年11月6日にその上棟式が祝われた。再建は2014年7月23日に完成した。

### 市町村合併
ノルトライン＝ヴェストファーレン州の市町村再編に伴って、1975年1月1日にハレンベルク市とブラウンスハウゼン、ヘスボルン、リーゼンが合併して新たなハレンベルク市が成立した。アムト・ハレンベルクは廃止され、新たなハレンベルク市がその権利の継承者となった。チュッシェンは新たに創設されたヴィンターベルクに編入された。

## 住民

### 人口推移
| 年       | 人口（人） |
| -------- | ---------- |
| 1818*    | 1,371      |
| 1843*    | 1,548      |
| 1864     | 1,360      |
| 1871*    | 1,233      |
| 1895*    | 1,071      |
| 1933*    | 1,547      |
| 1939     | 1,544      |
| 1946*    | 2,472      |
| 1950     | 2,342      |
| 1961 **  | 2,321      |
| 1964     | 2,481      |
| 1966     | 2,520      |
| 1970 **  | 2,634      |
| 1974 *** | 2,682      |

19世紀から20世紀初頭の経済基盤は、当時の人口を養うのに十分ではなかった。1818年から1843年の人口増加は 1,371人から 1,548人で、その後人口は専ら減少していった。1871年には 1,233人が住むだけであった。これは人口が 20 % 以上も減少したことを示している。その後人口減少はさらに勢いを増し、1895年に 1,071人の極小値となった。その後人口は再び増加し、1933年の人口は 1,547人と1843年の水準を回復し、さらに1939年までこの水準を維持した。1946年には、旧ドイツ東部領土から追放された人々が流入したことで人口は 2,472人にまで増加した。
| 年     | 人口（人） |
| ------ | ---------- |
| 1975 * | 4,751      |
| 1977   | 4,666      |
| 1990   | 4,845      |
| 1991   | 4,903      |
| 1992   | 4,966      |
| 1993   | 4,943      |
| 1994   | 4,948      |
| 1995   | 4,997      |
| 1996   | 4,970      |
| 1997   | 4,965      |

| 年   | 人口（人） |
| ---- | ---------- |
| 1998 | 4,883      |
| 1999 | 4,850      |
| 2000 | 4,732      |
| 2001 | 4,737      |
| 2002 | 4,662      |
| 2003 | 4,678      |
| 2004 | 4,669      |
| 2012 | 4,435      |
| 2013 | 4,380      |

人口に占める外国人の比率は 7.5 %（2015年末現在）と、ホーホザウアーラント郡の平均 8.0 % やノルトライン＝ヴェストファーレン州の平均 11.8 % と比較して低い値である。現在と将来の予測された人口統計学的発展の数値はネガティブである。ハレンベルクは、人口流出地域である。1997年から2003年までの間に本市は平均で人口の 57.3 ‰ を失っている。ホーホザウアーラント郡のそれは、わずか 16.9 ‰ であった。人口統計学的な推移から、2020年の人口は2002年に比べて約 12.8 % 減少すると予測されているが、これに対する対策は立てられていない。これは郡内で最も大きな人口減少とされている。同じ時点でのホーホザウアーラント郡の人口喪失は、約 3 % と見積もられている。

### 宗教

#### 概要
ハレンベルクは、宗教改革後に設けられた宗教境界に面していた。この街自体は、カトリックが強く根付いていた。2004年現在も住民の 78 % がカトリック信者である。約 15 % が福音主義、7 % がその他の宗教の信者または無宗教である。Zensus 2011 によれば、カトリックは 74.8 %、福音主義が 15.4 % で、9.8 % がその他の宗教または無宗教者である。

#### 福音主義教会
伝統的に少数派であったことから、独自の福音主義教会組織は存在しない。この街のプロテスタントはブロムスキルヒェンの教会組織に属している。このためこの街は行政上はノルトライン＝ヴェストファーレン州であるが、同時に宗教上は部分的にヘッセン州に属しているともいえる。教会はブロムスキルヒェンにあり、ハレンベルクには教団センターがある。ホーホザウアーラント郡の他の多くの福音主義教会がヴェストファーレン福音主義教会に属しているのに対して、ブロムスキルヒェンの教会はヘッセン＝ナッサウ福音主義教会の最も北に位置する組織である。

#### カトリック教会

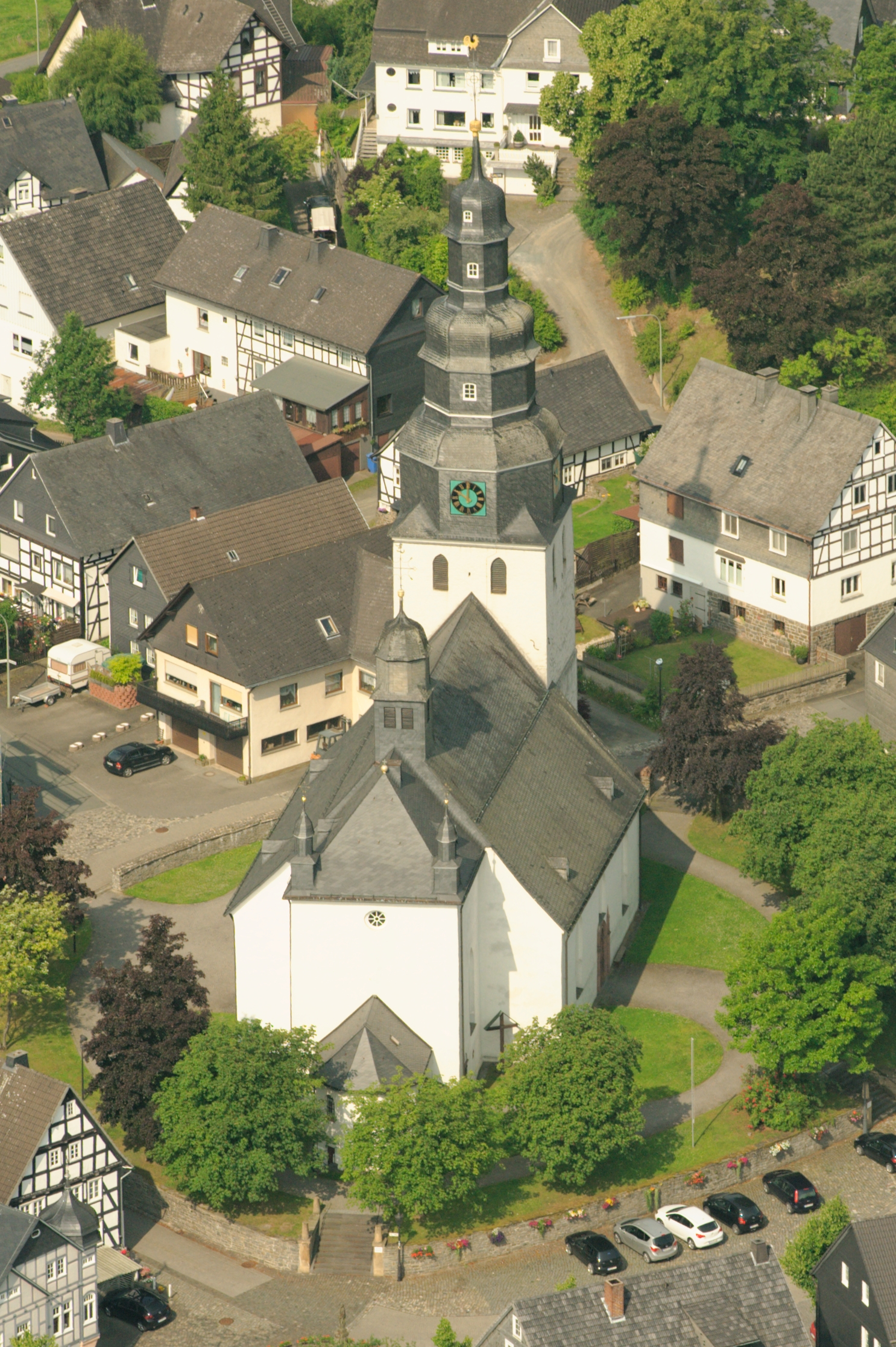
聖ヘリベルト教会

ハレンベルク司牧連合が存在している。この司牧連合は、聖ヘリベルト教会（ハレンベルク）、ヘスボルンの聖ゴア教会、リーゼンの使徒聖トーマス教会、ブラウンスハウゼンの修隠士聖アントニウス教会を包含している。この司牧連合はパーダーボルン大司教区ホーホザウアーラント東首席司祭区に属している。
1925年に、ウィーンに母院をもつ「ケーニギン・デア・アポステル」（使徒の女王）宣教団の尼僧たちがハレンベルクにやって来た。14人の尼僧が、病人の看護に従事し、保養所と裁縫学校を運営した。教団ハウスは1969年に建設された。現在この教団のドイツ管区本部がハレンベルクにある。戦後の宗教的高揚は、本カトリック教会においては、1950年から10年ごとの受難劇復演につながった。1955年に、それまでヴィンターベルクにあったレデンプトール会がハレンベルクに移転した。この会は当初学生向けの保養施設を運営しており、現在のクロスター通りに聖ゲルハルト修道院を開設した。この支部は1988年に閉鎖された。聖ヘリベルト教会は、16世紀からの作品を含み、18世紀の作品を中心とする大規模な歴史的司祭図書館を有している。

#### ユダヤ教
ハレンベルクにおけるユダヤ人の生活は、1563年以降証明されている。古いユダヤ人墓地はクロイツベルクの麓にあり、17世紀から19世紀末まで使われていた。ここには墓石はもうない。1902年からは、街の一般的な墓地に隣接して新たなユダヤ人墓地が設けられた。この墓地は1941年までと、1945年以後にも散発的に利用された。ここには15基の墓石が遺されている。シナゴーグは古くから存在していた。1676年に市は、シナゴーグで礼拝を行う外国のユダヤ人が市内に入ることを禁止した。
旧ヴェストファーレン公領全域のユダヤ教団と同様に、ハレンベルクにおいても古い限定的なユダヤ法が19世紀中頃まで存在していた。1824年にユダヤ人定住に対する抵抗運動が起こった。1847年の法的平等化に伴い、かなりの統合プロセスが行われたようだ。1854年にはすでに、射撃団にユダヤ人の団員が所属しており、1897年には初めてユダヤ人の射撃王が現れた。
19世紀から20世紀には、この小さな教団は独自のシナゴーグを有しておらず、礼拝室だけを有していた。ユダヤの学校教育は、初代校長の記述がある1773年にまで遡る。独自のユダヤ人学校を設立するには、教団は小さすぎ、貧しすぎた。ユダヤ教の宗教教育のために、ヘッセンのブロムスキルヒェン、バッテンフェルトあるいはフランケンベルクからこの街に教師がやって来ていた。
国家社会主義の時代には、ドイツ全土でそうであったように、ハレンベルクのユダヤ人も公民権を奪われ、迫害された。他の多くの街と異なっているのは、1938年の排斥運動が、11月9日から10日にかけての夜ではなく、11月11日なって起こったことであった。そのすぐ後に、8人のユダヤ人男性が強制収容所に送致された。5人のユダヤ人商人、3人の家畜商、1人の肉屋が営業禁止になった。彼らは営業を閉鎖するか、アーリア化するかした。アーリア化によって10軒の家屋や商店および40か所の土地が接収された。圧力は移住の意欲を高めた。この街から 43 % が外国に移り住んだ。ただしこの数値はこの地域の他の街に比べかなり低い値である。移住者の多くはアルゼンチンに移住した。移住しなかった者は殺害された。ハレンベルクのユダヤ人を含む輸送は、1942年4月にまずザモシチのゲットーに送られた。ここから1943年にベウジェツ、ソビボル、マイダネクの絶滅収容所に移送された。1933年までこの街に住んでいた合計48人のユダヤ人のうち、6人が自然死、その他の16人が移住に成功し、26人が逮捕された。このうちホロコーストを生き延びたのは4人だけであった。

## 行政

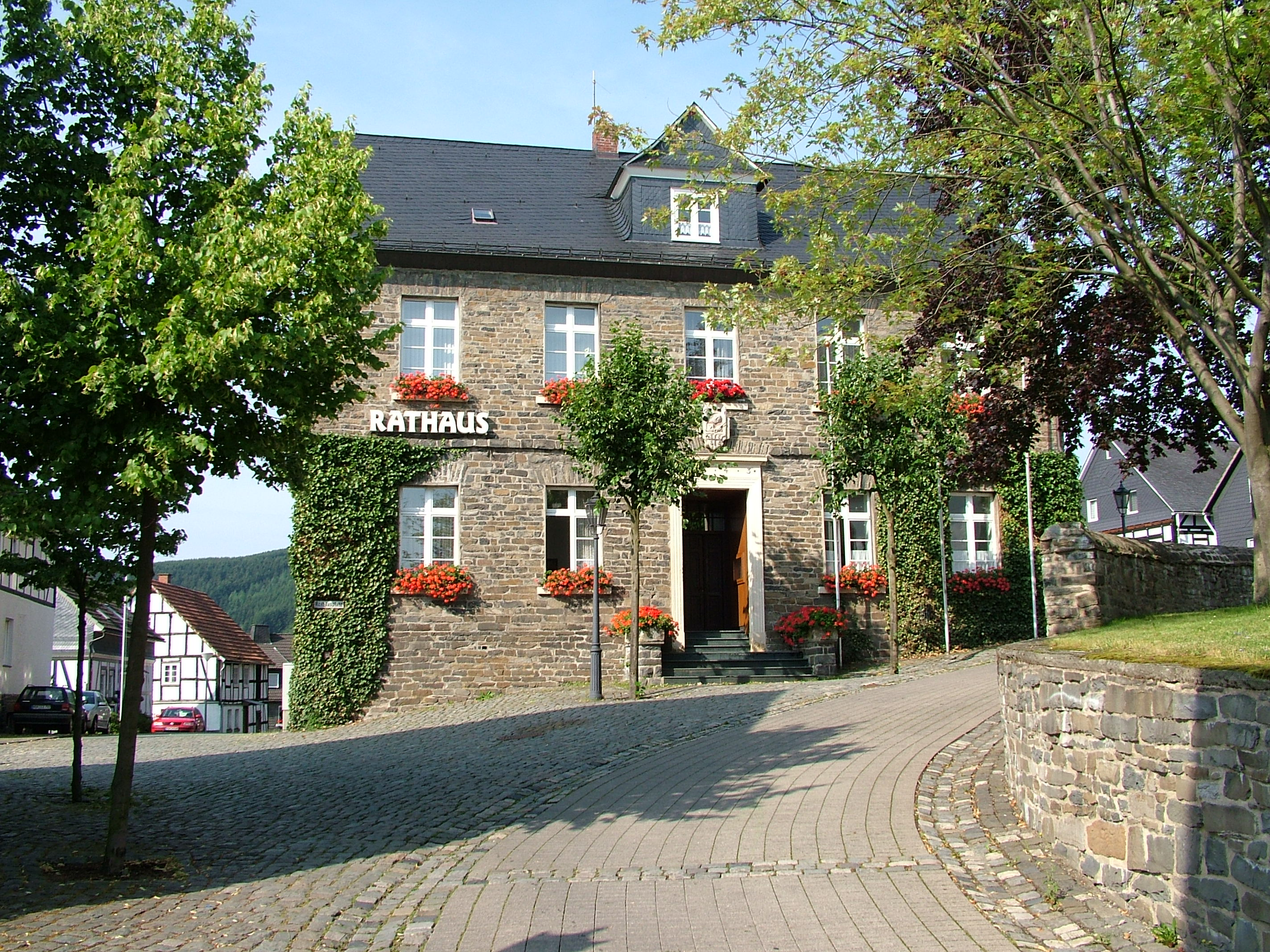
ハレンベルク市庁舎

### 市議会
ハレンベルクの市議会は、20議席で構成されている。

### 首長
ハレンベルクの市長はミヒャエル・クロナウゲ (CDU) である。

### 紋章
図柄: 銀地（白地）に、端から端まで貫く黒十字。互いに歯を外に向けた4つの黒い鍵が積み重ねられるよう配置されている。
解説: 鍵と十字は、1803年までハレンベルクが属していたケルン大司教および選帝侯の象徴である。この紋章は1975年に旧ハレンベルク市に対して認可された。

## 文化と見所

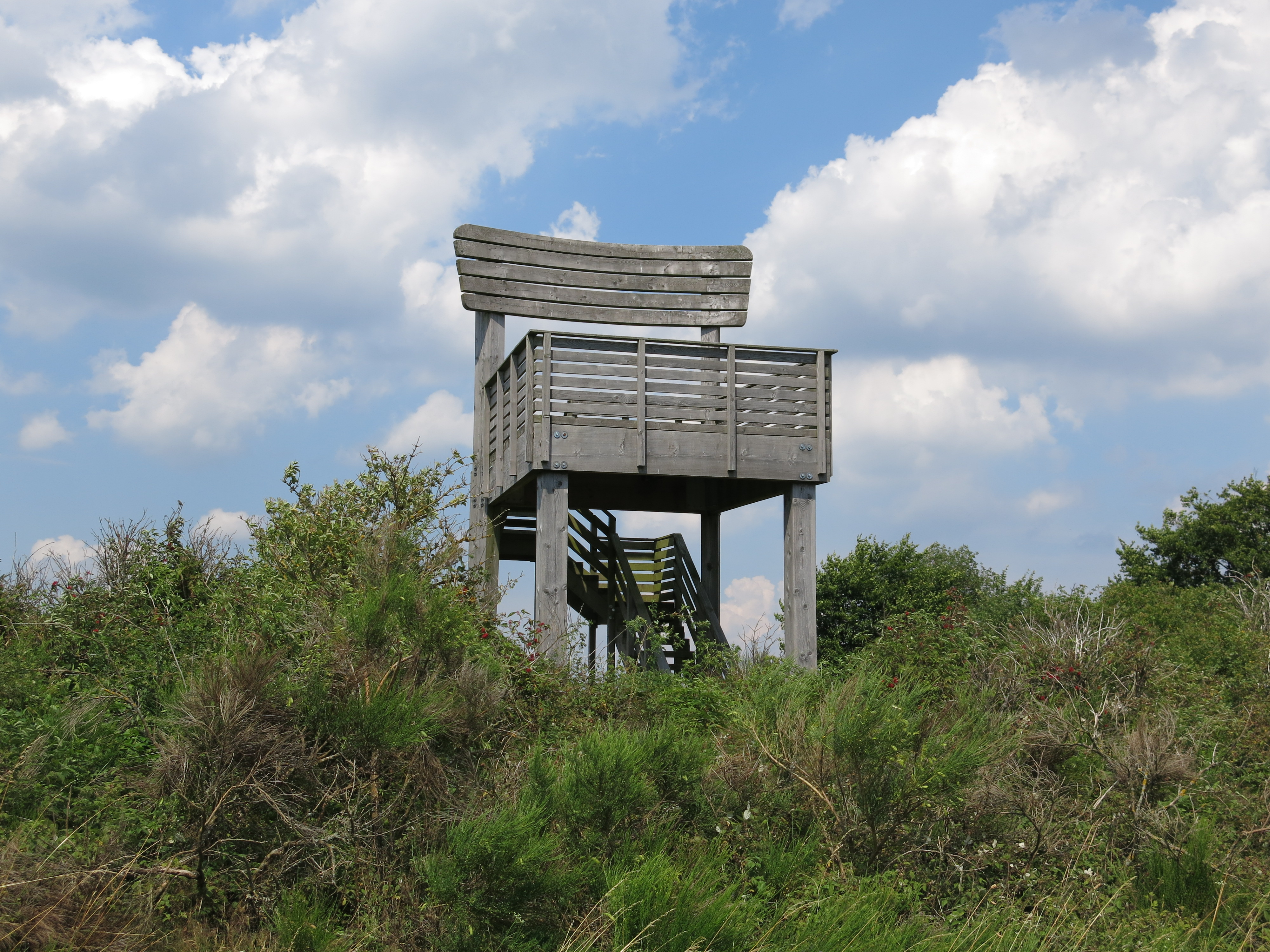
ザウアーラント＝シュタービル＝シュトゥール

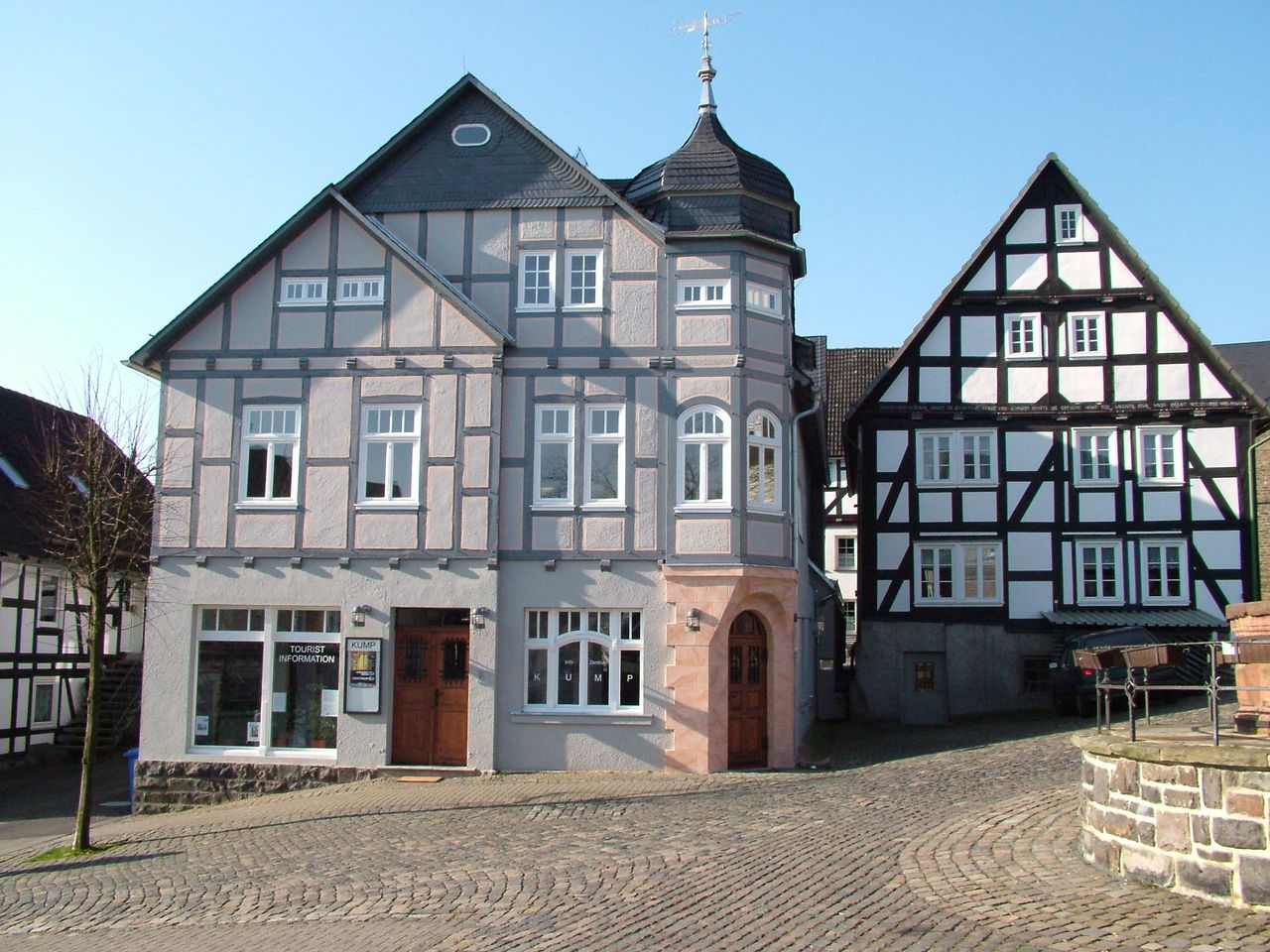
クンプ情報センター

ハレンベルク市の文化生活は栄誉を得ている。多くのクラブが文化生活の担い手である。中世にまで遡る文書を含むハレンベルク市文書館も栄誉を得ている。毎年行われる射撃祭は、ほぼすべての住民と多くの元住民が訪れるこの街の社交イベントである。
人気のハイキング地となっているのが、ボラーベルクやハイデコプフの展望塔である。ここからはヘッセンに至る眺望を楽しむことができる。リーゼン地区の東近く、遊歩道「ザウアーラント＝ヘーエンフルーク」に見応えのある展望台「ザウアーラント＝シュタービル＝シュトゥール」が2010年から設けられている。

### 演劇
ハレンベルクは、市北部の閉鎖された採石場跡地に作られた野外ステージを1946年から有している。これは地元の青年会にその由来を持つ。市民が出演者となって、毎年夏に異なる作品を上演している。創成期には古典劇や宗教劇が上演された。その後、喜劇や子供劇が上演されるようになった。長らく成人劇と子供劇が上演される。客席は約1,400席で、ほとんどが屋根で覆われている。建設以後の総入場者数は110万人を数える。

### 博物館
歴史的なアイスホイシェン・ハレンベルクには「アイスクンスト・イム・アイスハウス」（直訳: 氷の家の氷の芸術）が常設展示されている。クンプ情報・コミュニケーションセンターでは、歴史的な地下倉庫、ネズミ捕り器の常設展示、入れ替え展示によってこの街の独自性を紹介している。両施設は、ムゼウムラントシャフト・ホーホザウアーラントの構成施設である。

### 音楽
ハレンベルクには多くの音楽・歌唱クラブが存在する。シュタットカペレ・コンコルディア・ハレンベルク、イェーガーカペレ・ヘスボルン、音楽クラブ「ディー・リーゼターラー」、教会合唱団ツェツィーリア・ハレンベルク、ブラウンスハウゼン男声合唱団は市内で活動している。

### 建築

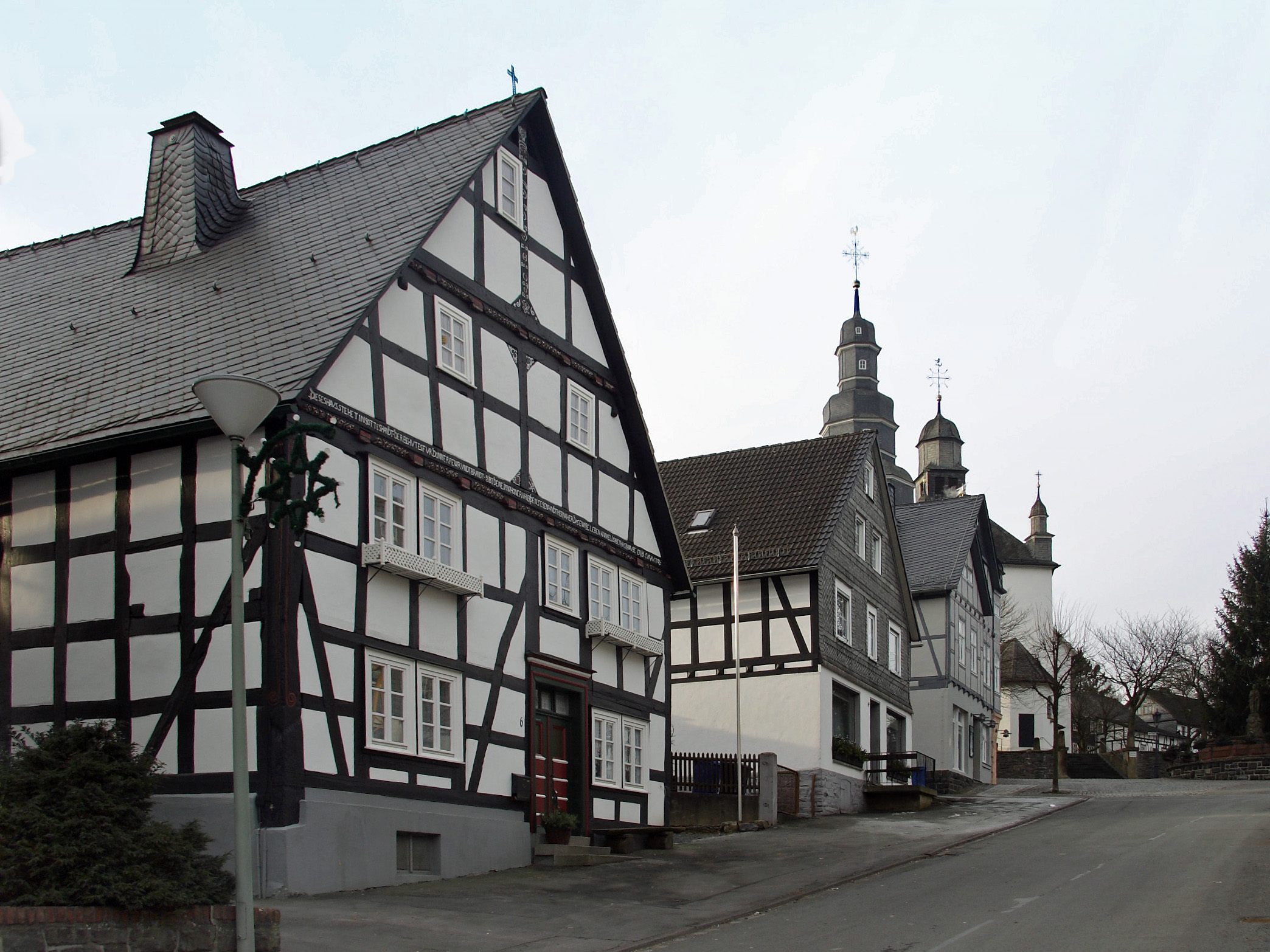
ハレンベルクのペトルス通り2番地から6番地

ハレンベルク市には市区を含めて50件の建築文化財がある。特に重要なのが、古い木組み建築と街並みが遺る歴史的中核市区である。その中心部は1780年頃にまで遡る。この都市景観を保存するための文化財保護政策は、2007年にノルトライン＝ヴェストファーレン州の歴史的都市中核作業共同体に採用された。
市の中核部には、13世紀に創設された、バロック様式の外観を持つカトリックの聖ヘリベルト教区教会がある。修復作業によって1558年に制作されたルネサンス時代の壁画が発見され、保存されている。マリアの被昇天巡礼教会は、正方形の内陣と明かり採りの小塔を持つ、2連のヴォールトの小さな堂として12世紀に建設された。1981年の修復作業で古いフレスコ画が発見された。クロイツベルクの保護文化財に指定されている礼拝堂は1725年に、メルヒェン兄弟によって創設された。
マルクト広場の歴史的なペトルスの泉は円形の基礎の上に造られている。この泉は1756年に砂岩の板で造られ、20世紀初めにペテロ像が設置された。

### 緑地施設
内市街から南東約 500 m 離れたマリアの被昇天巡礼教会（ウンターキルヒェとも呼ばれる）の近くに、遊戯広場を有するマリエンパークがある。この公園内には保護文化財に指定されているアイスホイシェンがある。ノルトライン＝ヴェストファーレン州の構造改革プログラム「レギオナーレ2013」に伴い、このエリアを革新的な都市公園にする、あるいは街全体を公園都市に造り替える計画が一時的に立案された。
ハレンベルク市は、2011年にブラウンスハウゼン地区の近くに憩いの森（樹林墓地）を設けた。故人の遺灰は樹木の根元付近に埋葬される。
- ハレンベルク野外ステージ
- アイスホイシェン
- 保護文化財に指定されている民家
- 聖ヘリベルト教会の壁画
- メルクリングハウスのマリアの被昇天巡礼教会
- マリアの被昇天礼拝堂のフレスコ
- クロイツベルクの礼拝堂
- ペトルスの泉

### 自然保護
市域のほぼ半分が、EUの Natura 2000 保護地区システムのメーデバッハ盆地欧州鳥類保護地区の一部となっている。ここは、特にナベコウ、ヨーロッパハチクマ、アカトビ、キンメフクロウ、カワセミ、ヤマゲラ、セアカモズ、オオモズ、マキバタヒバリの生息地となっている。メーデバッハ盆地鳥類保護地区の残りの部分はメーデバッハ市の市域である。さらに4か所が欧州生息地指令で指定されている（FFH-地区）。多くの場合複数の部分エリアで構成されている大きな FFH-地区は、そのほとんどがいくつかの自然保護区や景観保護区などの他の保護カテゴリ対象地域を含んでいる。ハレンベルクの森地区、支流を含むリーゼタール＝オルケタール地区、ヌーネヴィーゼン、ヴァッヒェおよびドライスバッハタール地区、グリントフェルト森林保護区＝支流を含むオルケタール地区がFFH-地区に指定されている。グリントフェルト森林保護区＝支流を含むオルケタール FFH-地区は一部がヴィンターベルクやメーデバッハの市域にまたがっている。
市内には合わせて22の自然保護区 (NSG) がある。広さは、1.5 ha の NSG ヘルツグラーベンから 875.5 ha のNSG ハレンベルクの森まである。
2004年9月15日からハレンベルクの市域に、すでに建物がある集落部や建設計画の適用地域を除く土地を、NSG などのより高次の保護状態にない限り景観保護区とする景観計画が設けられた。
景観保護区は、自然保護に関する様々な規制に応じてタイプA、B、Cに区分される。一般的景観保護のタイプAの景観保護区では、建設工事が禁止されている。集落周辺地域および景観的性格のタイプBでは、タイプAの規制に加えて、クリスマスツリー栽培地の新設を含めて新たな植林が禁止される。タイプCの草地の谷や鳥類学上重要な空き地では、さらに緑地や休閑地の現状変更が禁止されている。タイプAの景観保護区としては、2,135.3 ha の広大な景観保護区ハレンベルクの森の景観がある。タイプBの景観保護区としては、1,039.3 ha の広大な景観保護区ハレンベルク丘陵地がある。タイプCには、1.8 ha から 88 ha の21の地区が指定されている 。
市域全体が、ザウアーラント＝ロタール山地自然公園の一部である。
市内には、100件の景観構成物と16件の自然文化財 (ND) がある。16件の自然文化財のうち、15件が古木であり、2本の古木が1つのNDとされているものが3件ある。NDの特殊例が広さ 0.14 ha の旧ヘスボルン採石場である。
ハレンベルク市内に位置するFFH-地区の一部は、メーデバッハ盆地の川や緑地を再自然化するホーホザウアーラント生物学ステーションの長期のLIFE-プロジェクトと結びついている。このプロジェクトは広い一般参加の作業によって支えられている。FFH-地区を通る自然文化的遊歩道の整備もこれに含まれる。ヌーネヴィーゼン FFH-地区には展望台が設けられた。これに属す情報センターは、2006年にハレンベルク旧市街の情報・コミュニケーションセンター・クンプ内に設けられた。そこでは、近代的なメディアの助けにより、メーデバッハ盆地鳥類保護区のヨーロッパレベルの重要性が示されている。

### スポーツ

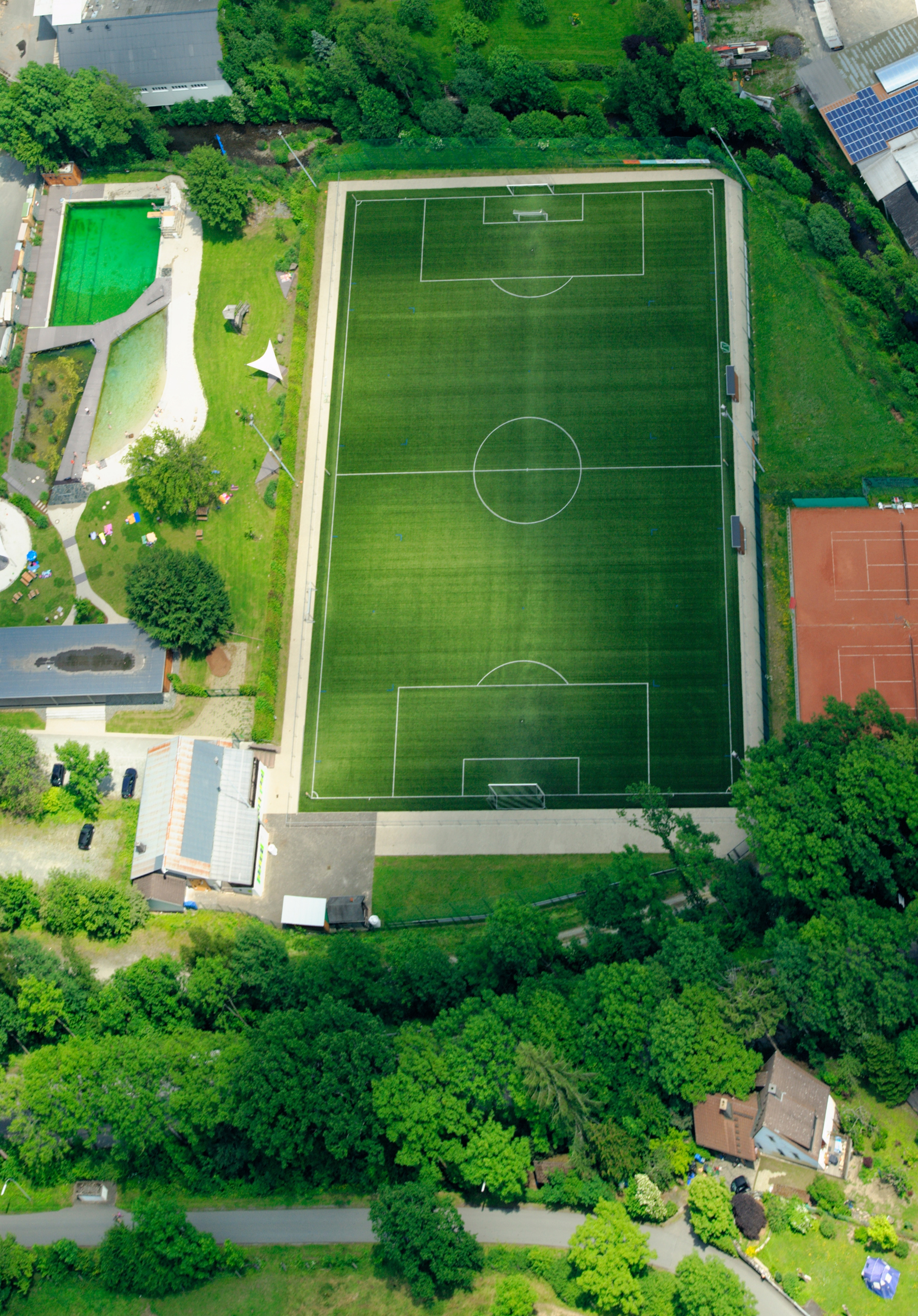
ハレンベルク・スポーツ広場

#### スポーツ施設
本市には数多くのスポーツ施設がある。たとえば、屋内プール、屋外プール、三層の体育館などである。すべての地区にスポーツグラウンドがある。遊歩道ザウアーラント＝ヘーエンフルークがハレンベルクを通っている。

### 年中行事
8月にウンターキルヒェ（マリアの被昇天教会）へのマリアの巡礼が行われる。ここには「マルクリングハウゼンの我らの聖母」像がある。10年ごとに野外ステージでキリスト受難劇が上演される。
毎年のハイライトは、ハレンベルクの「復活祭の夜」である。聖土曜日の夜から復活祭の日曜日に、カトリック青年会によって行われる非常に特別な復活祭の風習である。
ザウアーラント全域でそうであるように、射撃祭は集落の年間行事のうち重要なイベントである。中核市区の射撃クラブは1827年に設立された。

### 名物料理・食材
ブタの挽肉やハムの切り落としを用いた郷土料理が「ハレンベルガー・ザウマーゲン」である。これはジャガイモやジャガイモのピュレとともに供される。

## 経済と社会資本

### 経済史
中世から近世には、住民たちは主に農林業で暮らしていた。16世紀には3つの市場が開かれていた。織物工、指物師、靴職人、仕立屋のツンフトがあった。織物工のツンフトだけが一定の重要性を持っていた。18世紀末に油絞りや穀物挽きのための水車の他に、製材用の水車が造られた。スレートの採掘も一時的に行われた。ハレンベルクは、この街で醸造されるビールで知られていた。このため市は、ビール醸造のための施設を設けていた。19世紀にもこの伝統は遺っていた。1832年の旅行記には以下のような記述がある: 「ハレンベルクのビールはつま先から目に上がり、さいごにゆっくりと消えて行くまで前身で賞味するにふさわしい」。ハンザに属していたのがハレンベルクであったのかその衛星都市であったブリーロンであったのかは、はっきりしない。
19世紀から20世紀のハレンベルクは、交通地理上および経済的な見地から極めて不遇であった。地方の社会構造・経済構造については、一般的に自給自足であったため、1849年に1000人の住民に対して2軒のパン屋しかなかったことしか分かっていない。1833年に開通したヌットラー、メーデバッハとハレンベルクを結ぶルール街道は状況を何ら変えなかった。1908年に開通したこの町を通る鉄道も同様であった。この集落では長らく農業と林業が中心であり、工業はほとんど役割を与えられなかった。農業を振興するために1901年に冬の農業学校が設けられた。

#### 新たな発展

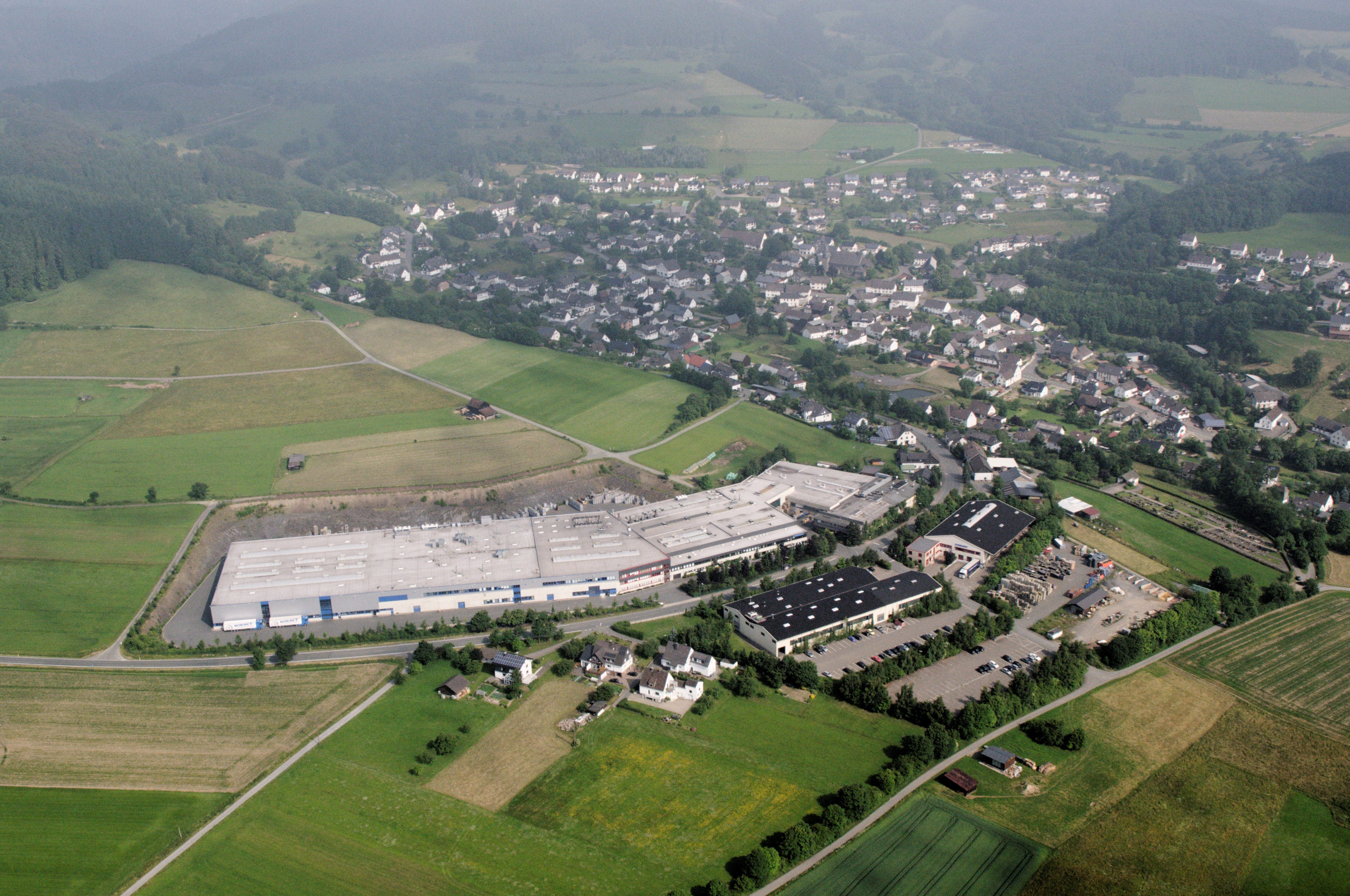
ボルベート社

ハレンベルクは第二次世界大戦後数十年間で農村から、平均以上の商工業従事者（約2000人の社会保険支払い義務を有する労働者）を有する街に変貌した。
社会保険支払い義務のある労働者比率の数値（この街への通勤者を含む）では、ハレンベルクはノルトライン＝ヴェストファーレン州で最高水準の街の1つである。自動車下請け会社ボルベート GmbH とクッシュ＋Co 椅子製造 GmbH & Co KG がこの街の最も重要な企業である。これに加えて、機械製造・施設製造のジーペ GmbH & Co. KG および流通業者がある。特にボルベートとクッシュはこの街の経済上の転換に寄与した。シレジア出身のエルンスト・クッシュは1939年に、ハレンベルクの小さな洗濯機製造業者を買収した。1966年に新しい社屋を建設し大きな業績向上を果たした。1980年代にこの企業は約400人を雇用していた。たとえば、1972年の夏季オリンピック大会の際にこの会社は、42,000脚の椅子と30,000脚のテーブルを納入した。リムブルク、トリーア、リューベックの聖堂の座席や、ボンのアルテス・ヴァッサーヴェルクの暫定的な本会議場の椅子もクッシュが製造した。ボルベートは、1962年にアルテナの親会社の分工場としてヘスボルンで開業した。その後こちらが、特に軽金属の車輪で有名な主工場となった。
観光業も重要である。年間4万人の観客を集める野外ステージは重要な役割を担っている。2017年1月から6月の半年間の延べ宿泊数は、40,659泊であった。
ハレンベルクはザウアーラント東部の他の街とともに、農業地域の発展を目指す欧州農業基金の LEASER-プロジェクトに参加している。
- クッシュ社
- ハレンベルクの工業地区

### 交通
ハレンベルクから連邦道 B236号線/B480号線経由 約45分のベストヴィヒでA46号線（ルール地方方面）に、約60分でA44号線（カッセル方面）にアクセスできる。重要な道路は連邦道 B236号線である。この道路は、北はヴィンターベルク、南は州境を越えてフランケンベルクに通じている。州道L617号線はB236号線から分岐しており、リーゼンやヘスボルン、さらにはメデロンに至る。L717号線は本市から、西はベルレブルク、東はブロムスキルヒェンに通じる。L717号線から分岐するのが郡道4105号線で、ハレンベルク付近からブラウンスハウゼン方面に伸びている。郡道4132号線はヘスボルンとドライスラーとを結ぶ。ブラウンスハウゼンは市道6号線でドライスラーと結ばれている。
公共旅客交通はルール＝リッペ地域交通 GmbH が担っている。低床バスがヴィンターベルク（356号線）とメーデバッハ（361号線）にパターンダイヤで運行している。ハレンベルクとヴィンターベルクとの間には夜行バス（N8号線）が運行している。フランケンベルク方面にはさらに頻繁に路線バスが運行している（520号線）。
1908年12月1日に鉄道ヌットラー - フランケンベルク線のヴィンターベルク - ハレンベルク間が延長された。1966年11月14日にヴィンターベルクとアレンドルフ/エーダーとの間の旅客運行が終了した。1967年5月28日にハレンベルクとアレンドルフ/エーダーとの間の貨物運行が廃止され、1992年5月30日にはヴィンターベルクとハレンベルクとの間の貨物運行も停止した。この軌道は、一部が道路交通に改造された。最寄りの駅は約 17 km 離れたヴィンターベルクにある。ここからは、ベストヴィヒ方面やさらにはルール地方やカッセル方面への近郊列車が通っている。南側の最寄り駅は、やはり 17 km 離れたフランケンベルクにある。ここからは、マールブルクを経由して、フランクフルト・アム・マイン方面への広域鉄道に接続する。
近くの交通空港は、カッセル＝カルデン空港とパーダーボルン/リップシュタット空港がある。ビジネス航空にはアレンドルフ/エーダー飛行場を利用することができる。

### メディア
この地域の日刊紙としては、ブリーロンおよびホーホザウアーラント郡向けローカル面を持つ「ヴェストファーレンポスト」が刊行されている。さらに、ザウアーラント全域の情報を掲載した週刊のフリーペーパー「ザウアーラントクリアー」が刊行されている。市域の情報を掲載した「ハレンベルガー・ルントブィック」は隔週で刊行されている。

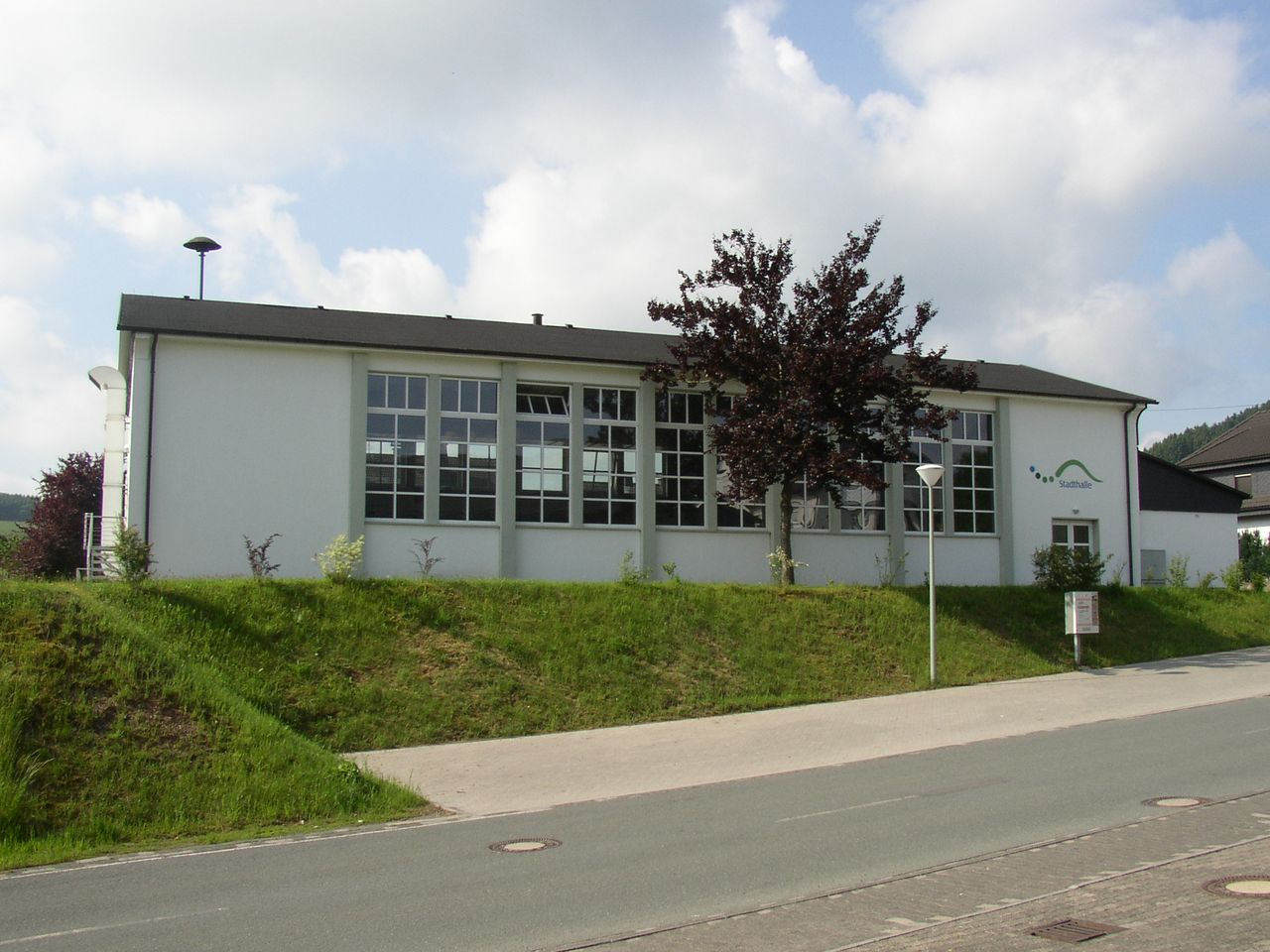
シュタットハレ

### 公共機関
情報・コミュニケーションセンター「クンプ」とシュタットハレ（市立ホール）がハレンベルクにある。さらに、ブラウンスハウゼン、ヘスボルン、リーゼンに地区集会所がある。ハレンベルク市の消防団のハレンベルク消防隊はハレンベルクに消防署を有している。

### 教育
ハレンベルク市は基礎課程学校を1校運営している。さらにハレンベルク学校センターに実科学校・本課程学校課程を有するメーデバッハ＝ハレンベルク合同学校のキャンパスがある。
ギムナジウムは、隣接するヴィンターベルク、メーデバッハ、コルバッハ、フランケンベルクに、実科学校はフランケンベルクとコルバッハにある。実科学校課程とギムナジウム課程を有する総合学校はバッテンベルク/エーダーにある。
ハレンベルク市民大学は、ホーホザウアーラント郡の市民大学と提携している。

## 関連資料

### 書籍
- Hugo Cramer (1955). Der Landkreis Brilon im zweiten Weltkriege 1939–1945 – Erlebnisberichte vieler Mitarbeiter aus dem ganzen Kreisgebiet. Bigge: Josefs-Druckerei
- Josef Rüther (1956). Heimatgeschichte des Kreises Brilon. Münster: Regensberg
- Anton Wirtz (1977). Hallenberg wie es einmal war : unvergessl. Bilder d. Stadt u. ihrer Ortsteile. Meinerzhagen: Meinerzhagener Druck- u. Verl.-Haus. ISBN 978-3-88913-006-8
- Franz Lachemeyer (1981). Chronik der Stadt Hallenberg - signiert durch Stadtdirektor. Eigenverlag
- Johannes Biecker; Gerhard Henkel (1983). Erhaltung und Erneuerung auf dem Lande – Das Beispiel Hallenberg. Paderborn: Schöningh. ISBN 3506723049
- Fritz Schreiber (1984). “Hexenprozesse im Amt Medebach”. In Schieferbergbau-Heimatmuseum Schmallenberg-Holthausen. Hexen, Gerichtsbarkeit im kurkölnischen Sauerland. pp. 138-142
- Alfred Bruns (1991). Hallenberger Quellen und Archivverzeichnisse. Münster: Landschaftsverband Westfalen-Lippe
- Stadtmappe Hallenberg. Altenbeken: GSV Städteatlas-Verl.. (1996). ISBN 978-3-89115-141-9
- Georg Glade (2009). Die Hallenberger Juden: Kurköln - KZ - Kibbuz : 400 Jahre einer wechselvollen Geschichte (2 ed.). Stadt Hallenberg
- Harm Klueting, ed (2009). Das kurkölnische Westfalen von den Anfängen kölnischer Herrschaft im südlichen Westfalen bis zu Säkularisation 1803. Das Herzogtum Westfalen. 1. Münster: Aschendorff. ISBN 978-3-402-12827-5
- Harm Klueting, ed (2012). Das ehemalige kurkölnische Herzogtum Westfalen im Bereich der heutigen Kreise Hochsauerland, Olpe, Soest und Märkischer Kreis (19. und 20. Jahrhundert). Das Herzogtum Westfalen. 2. Münster: Aschendorff. ISBN 978-3-402-12862-6

これらの文献は、翻訳元であるドイツ語版の参考文献として挙げられていたものであり、日本語版作成に際し直接参照してはおりません。

### ウェブ
- “Kommunalprofil Hallenberg, Stadt” (PDF).   Information und Technik Nordrhein-Westfalen (IT.NRW) (2017年5月31日). 2018年6月19日閲覧。
- “Hochsauerlandkreis - Landschaftsplan Hallenberg” (2004年). 2018年6月28日閲覧。

### 訳注
1. ↑  ドイツ語: Schultheißenbezirk、Schultheiß は「町村長」、Bezirkは「管区」を意味する
2. ↑  ドイツ語: Landbürgermeisterei、Landは「地方、田舎」、Bürgermeisterは「市町村長」、-eiは場所を表す接尾語
3. ↑  ドイツ語: Amtは、「役職、職責、部局」などを意味する語。ここでは地方行政単位を意味している。
4. ↑  ブタの胃袋に食材を詰めた料理